# 木屋堂
木屋堂（こやどう、または大日堂）は、日本の仏堂。徳島県つるぎ町貞光字木屋86番地所在。端四国八十八箇所霊場33番札所、本尊は大日如来。

## 概要
東福寺の飛び地境内地にある境外仏堂。ここで新仏のあった年のみ8月13日の夜に行われている踊念仏は徳島県の無形民俗文化財に指定されている。平成18年に堂が改築された。

## 木屋の踊り念仏
- 徳島県無形民俗文化財、昭和56年5月6日指定。

## 参考資料
端四国八十八ヶ所ミニガイドブック、つるぎ町商工会女性部、刊行年不明、17ページ
徳島人　2017年1月号、126ページ、すえドン端四国八十八ヶ所に掲載